# XOberon
XOberon — операционная система реального времени для процессоров архитектуры PowerPC, написана на языке программирования Оберон-2, разработана на основе ОС Оберон. Разработка ETH Zürich (ETHZ).
Имеет несколько модификаций:
- XO/2 — для использования в промышленности
- HelyOS — ОСРВ и компилятор для архитектуры ARM, написанные на языке Oberon SA, предназначена для беспилотных летательных аппаратов.